# Tram

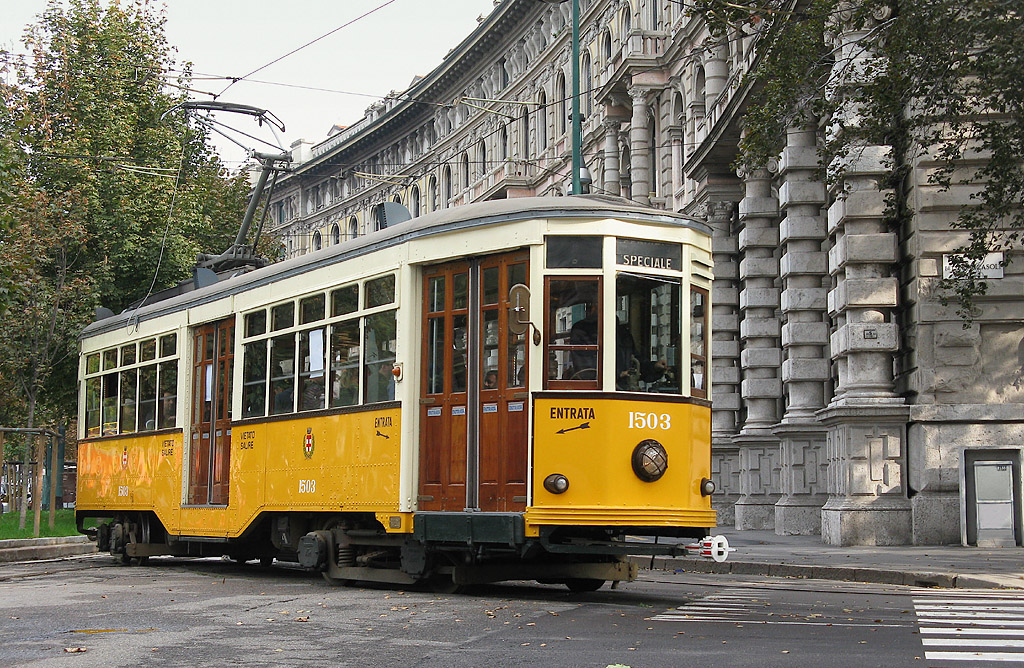
Tram a Milano (ATM 1500)

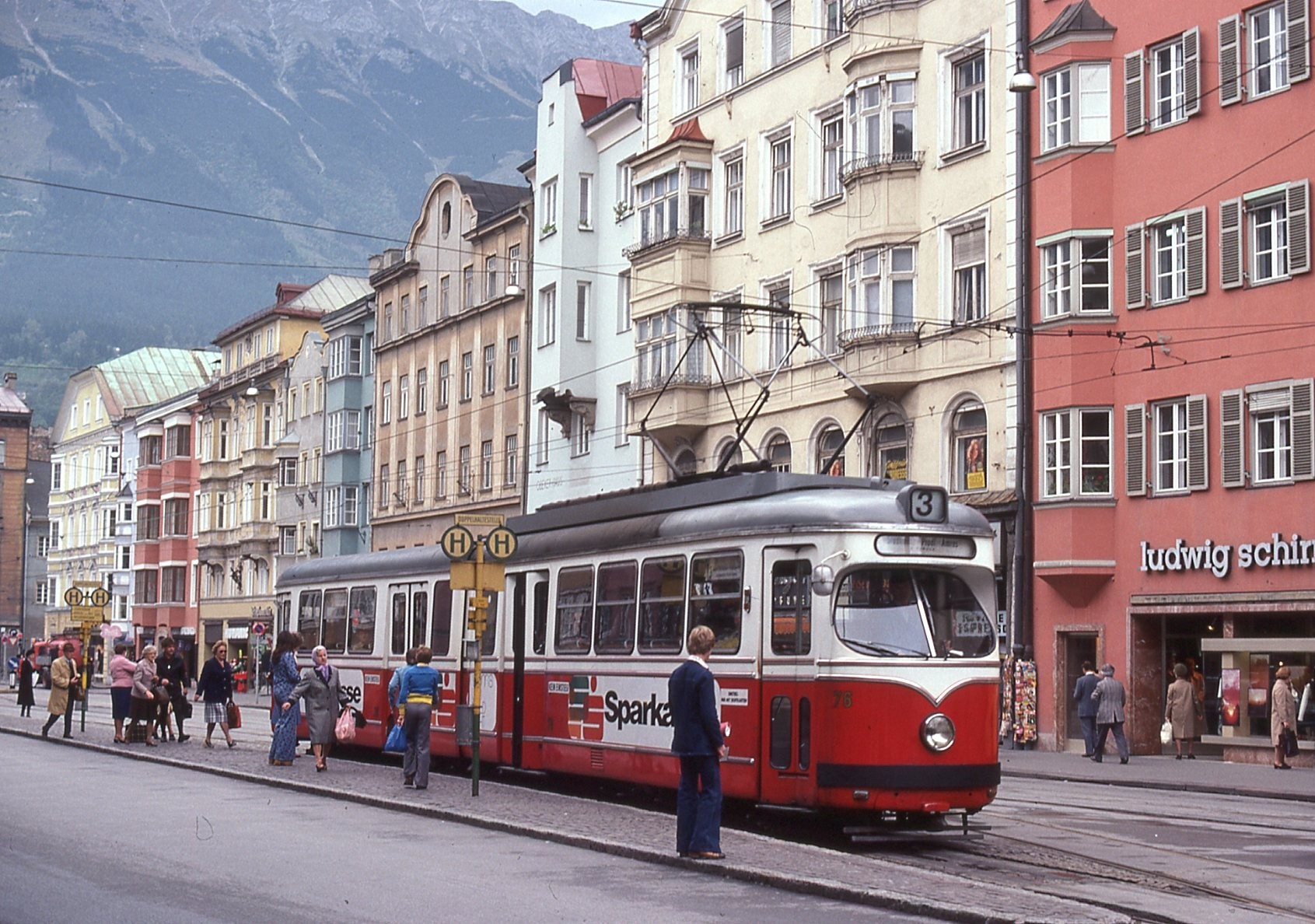
Tram a Innsbruck negli anni '70

Un tram è un veicolo su rotaia che viaggia su binari tranviari su strade urbane pubbliche; alcuni includono segmenti con diritto di passaggio segregato. È tipico del trasporto pubblico urbano, atto alla circolazione su infrastrutture tranviarie sia in sede propria che promiscua, su strada, ove la circolazione avviene, di massima, in regime di marcia a vista.
Talvolta viene chiamato anche tranvai o tramvai, italianizzazione del termine inglese tramway.

## Caratteristiche
Un tram è sostanzialmente un veicolo ferroviario per trasporto di persone di costruzione leggera, adatto alla circolazione ed all'effettuazione del servizio sia in sede propria che in sede promiscua, ovvero sul medesimo piano stradale su cui circolano altri veicoli a percorso vincolato e non; in generale è condotto in regime di marcia a vista e si differenzia da un autobus per il fatto di avere il percorso obbligato dai binari. Può essere munito di qualsiasi tipo di motore, a vapore, termico o, nella maggioranza dei casi, elettrico.
Nei centri urbani il tram circola di massima su binari incorporati nella sede stradale; sempre più spesso, con l'obiettivo di migliorarne la circolazione e aumentarne la velocità commerciale, vengono creati anche tratti in sede propria, in galleria e in sopraelevata. In molti casi i tram circolano anche al di fuori dei centri urbani, assumendo caratteristiche simili a quelle di un rotabile ferroviario.
Alcuni tram non convenzionali, essendo muniti di rodiggio con ruote pneumatiche, possono utilizzare un'infrastruttura diversa dal binario avente il solo scopo di guidare la traiettoria dei carrelli, avvalendosi invece di una speciale pavimentazione stradale per il rotolamento delle ruote.
Il tram, nelle sue versioni a molte unità, presenta grandi capienze superiori a quelle di autobus e filobus. Per permettere uno scambio veloce di passeggeri, i veicoli hanno molte porte, molto spazio per stare in piedi e meno posti a sedere. I rotabili tranviari delle linee interregionali con distanze di fermata più lunghe hanno invece meno porte e più posti a sedere.
I veicoli tranviari vengono prodotti secondo le specifiche proprie delle reti: scartamento, larghezza e lunghezza del veicolo, porte a destra, a sinistra o da entrambi i lati, pianale in parte o interamente ribassato o meno e possibilità di doppio senso di marcia.

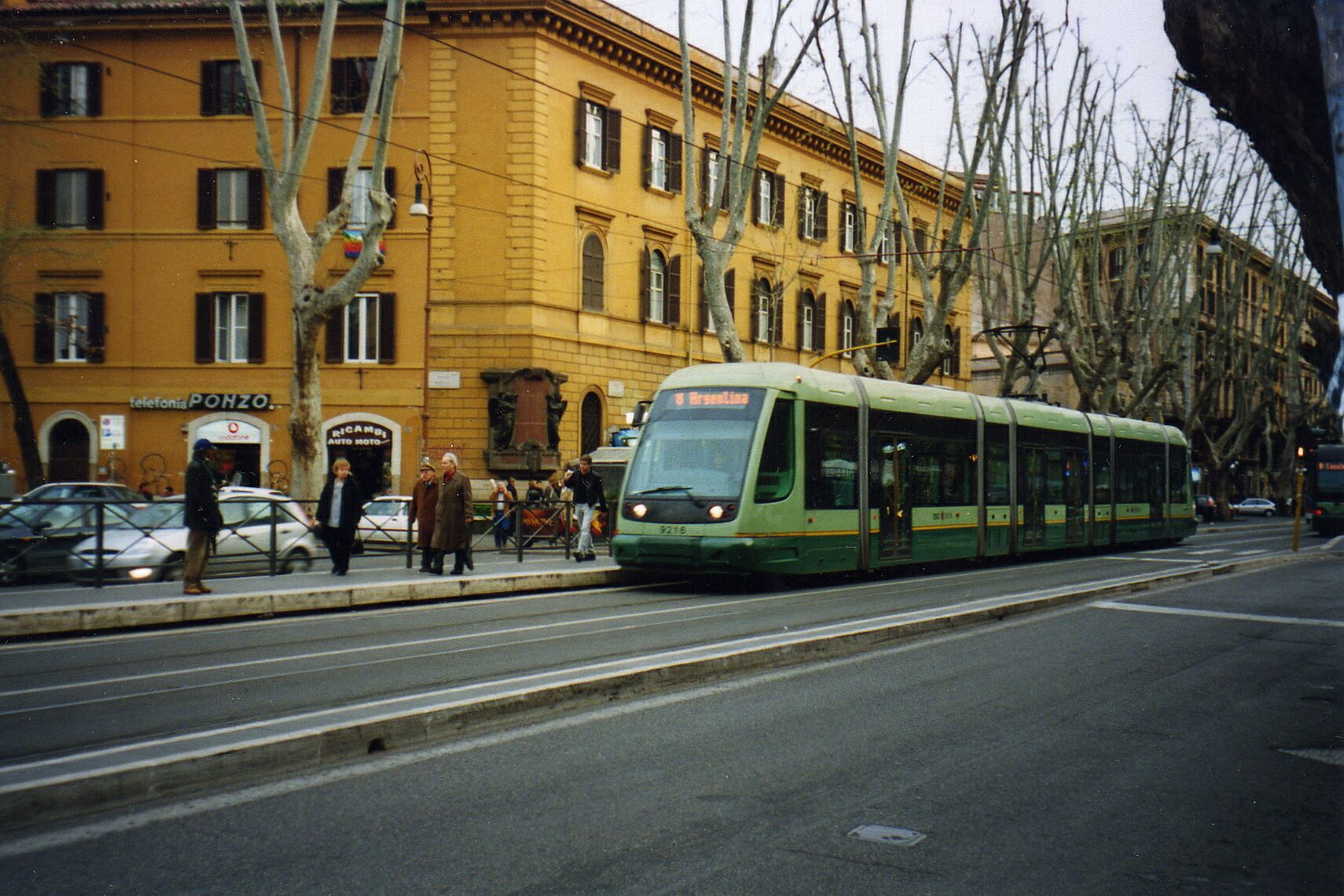
Tram ATAC serie 9200 a Roma
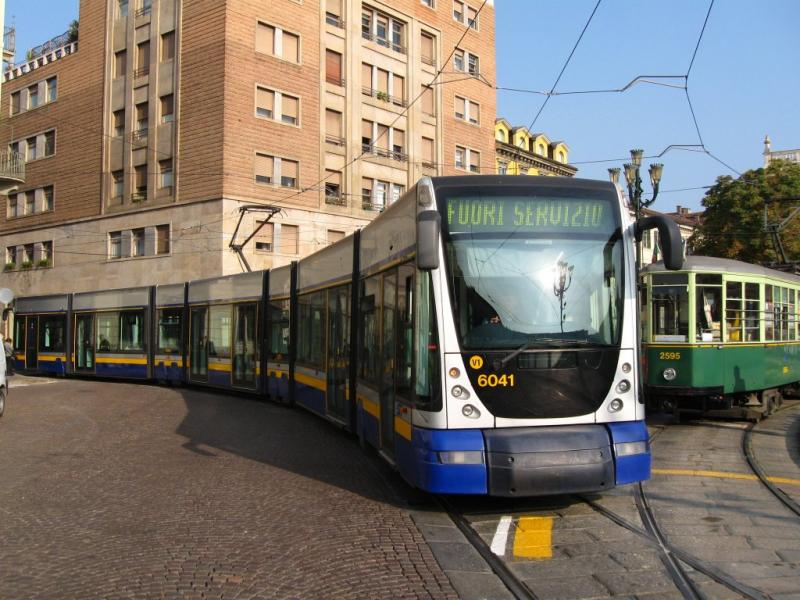
Tram a Torino, (serie 6000 e serie 2500 storica)
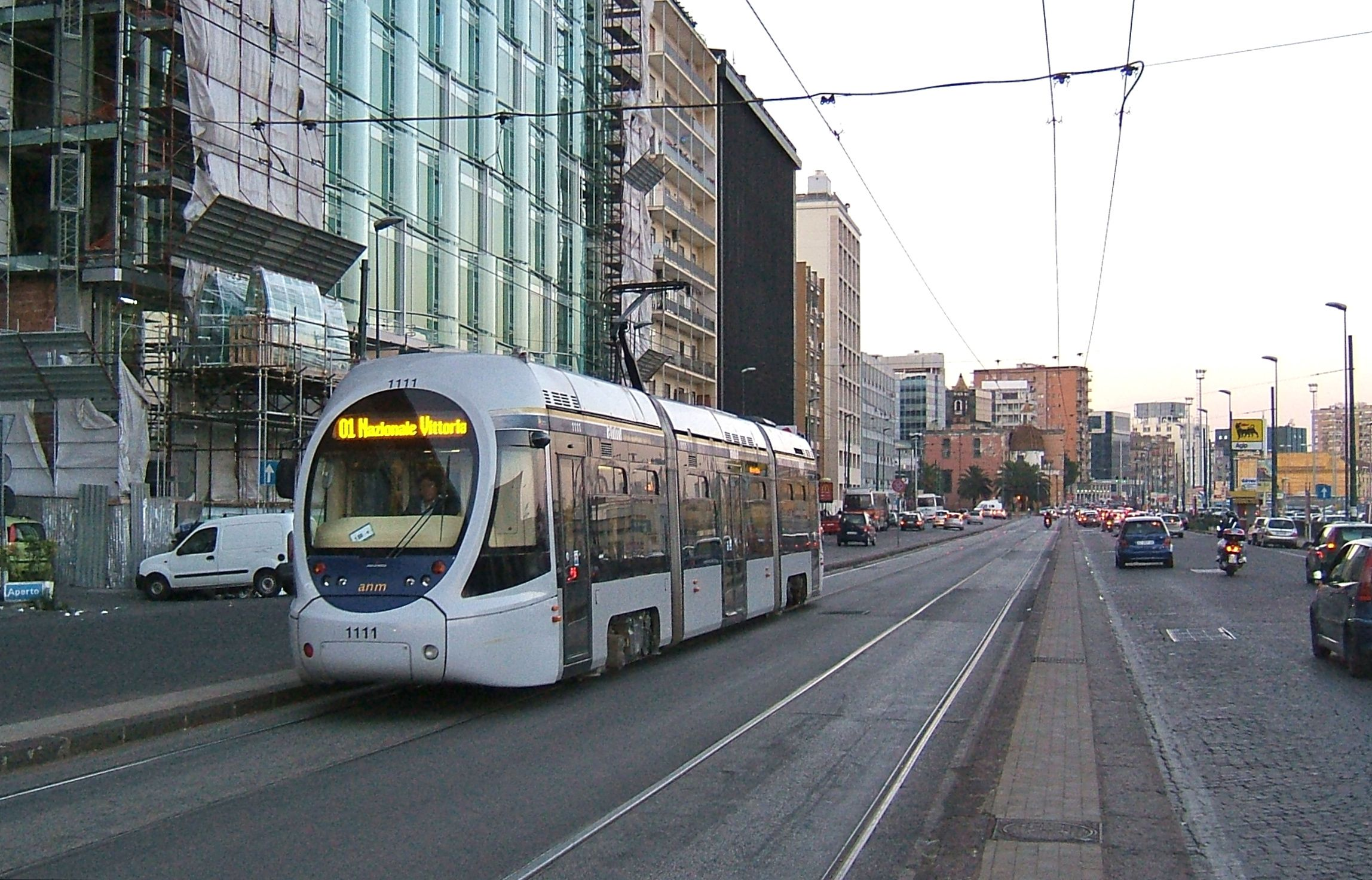
Tram a Napoli
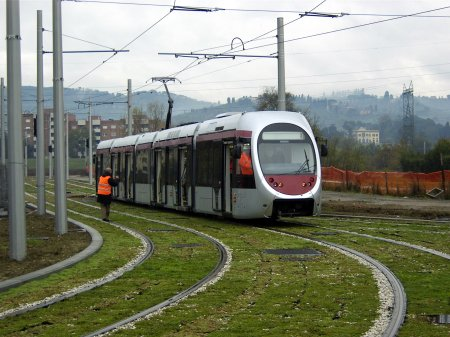
Tram a Firenze
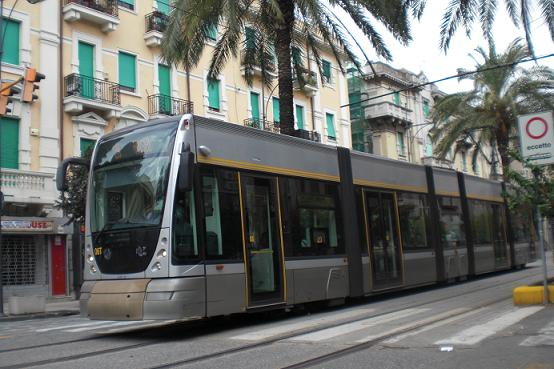
Tram a Messina
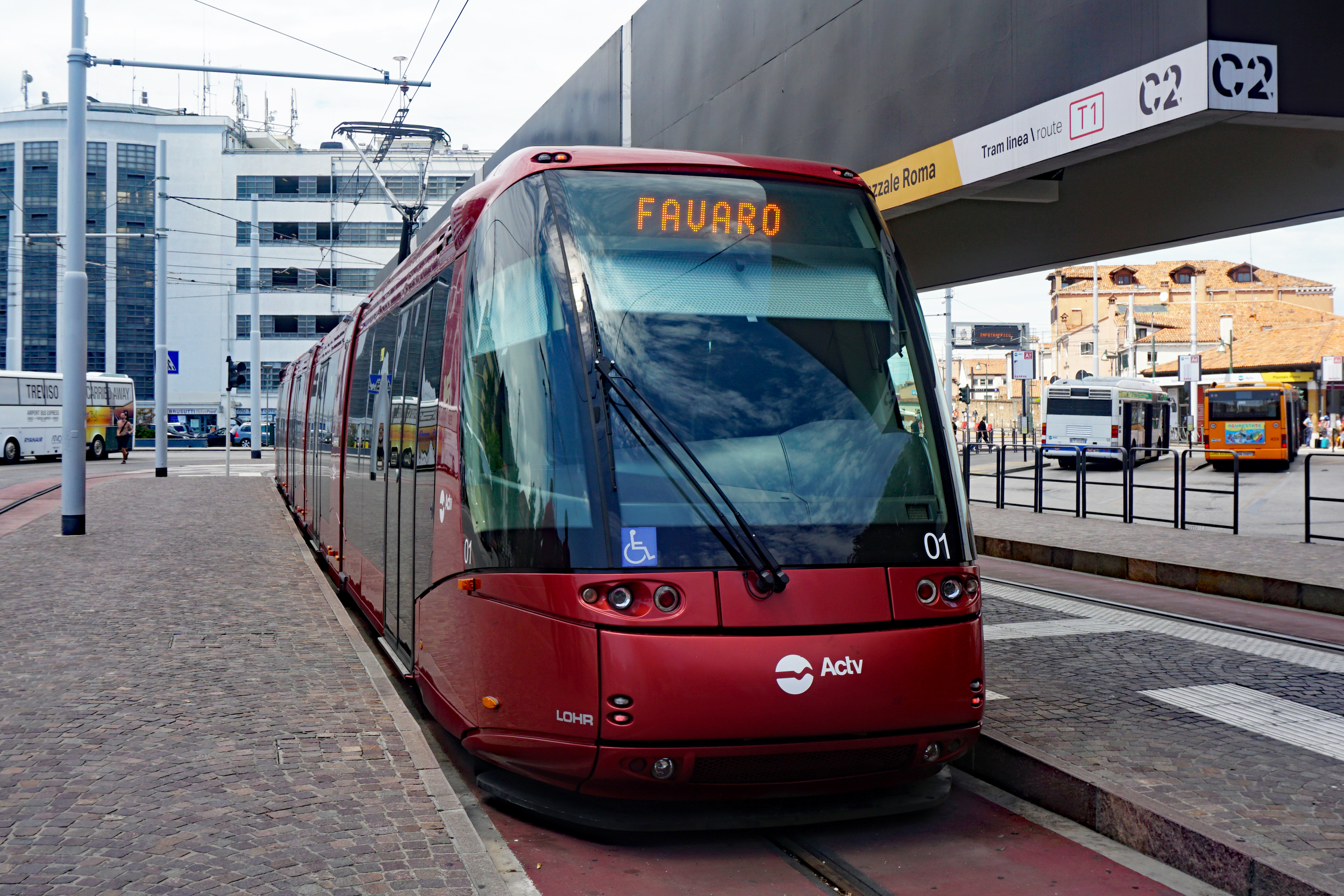
Tram della linea T1 di Venezia
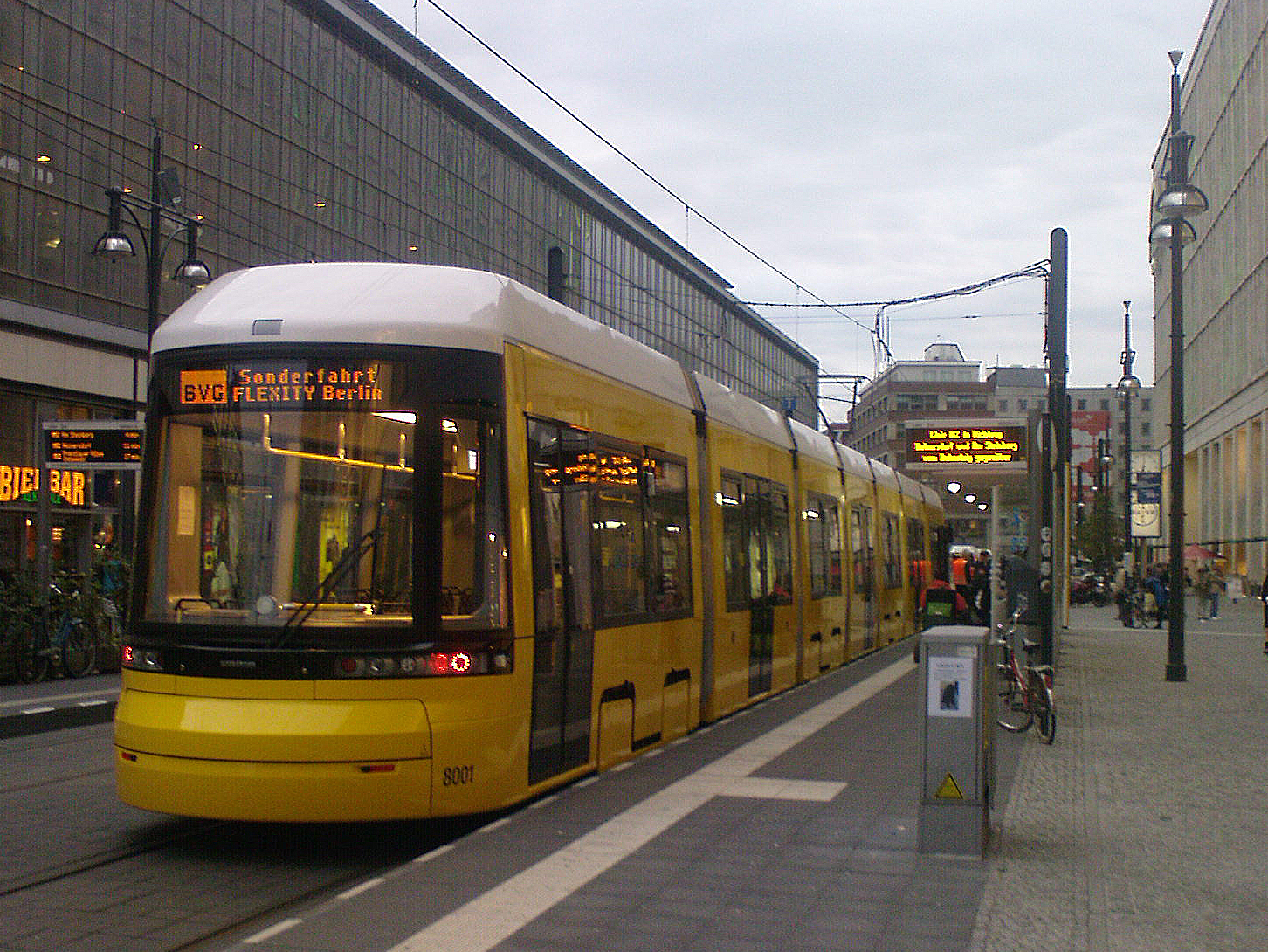
Tram a Berlino
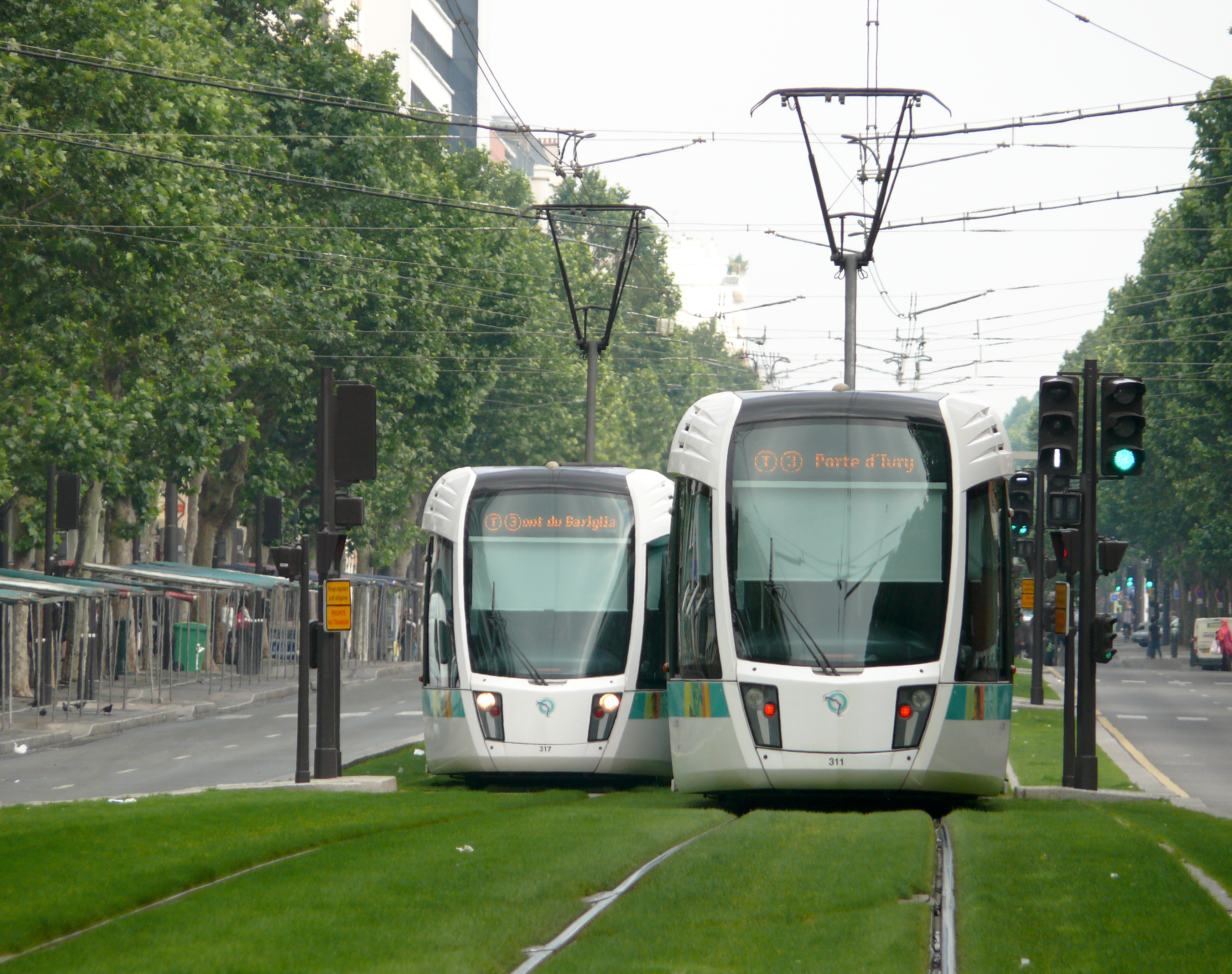
Tram della linea T3 di Parigi
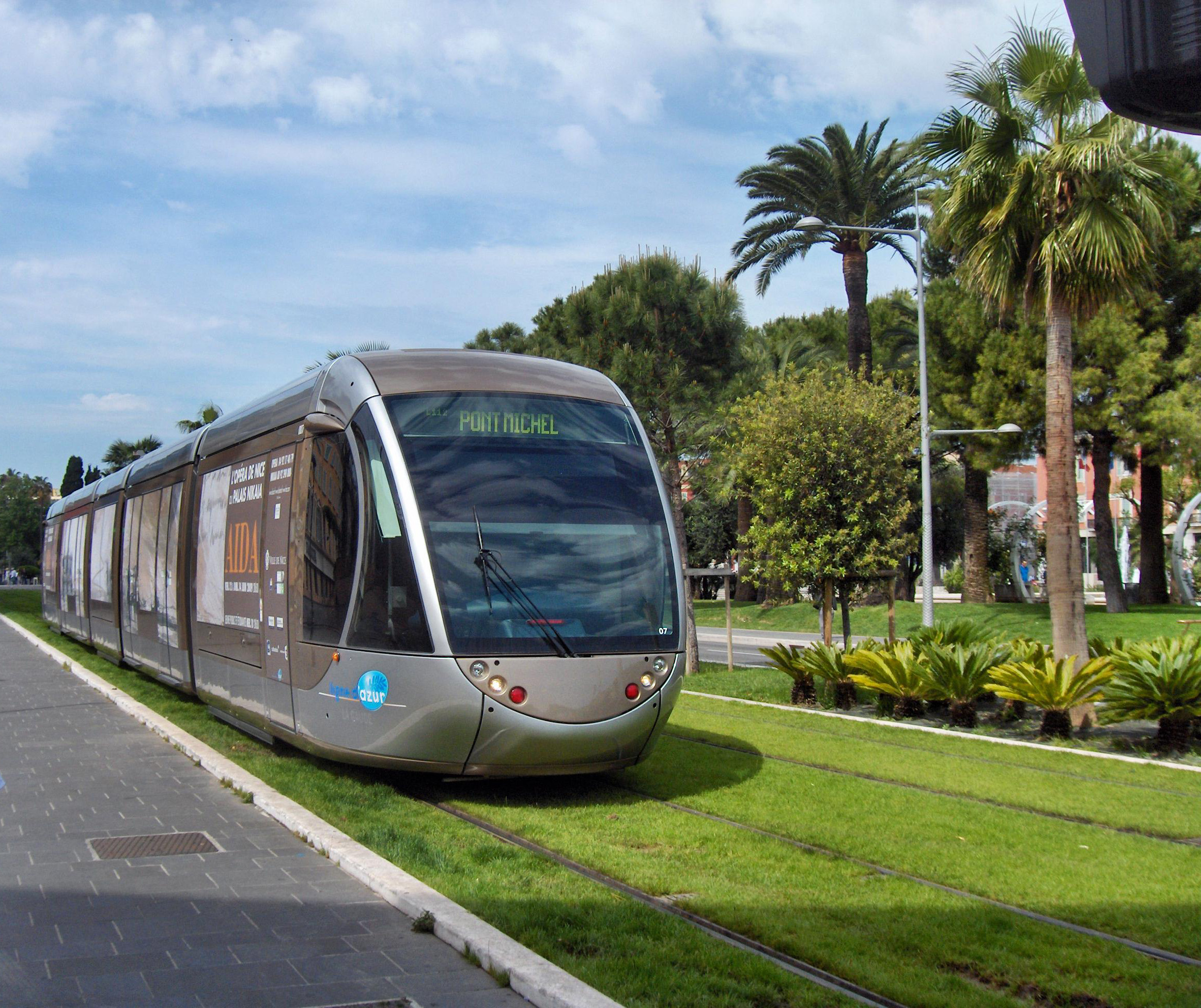
Tram in servizio a Nizza
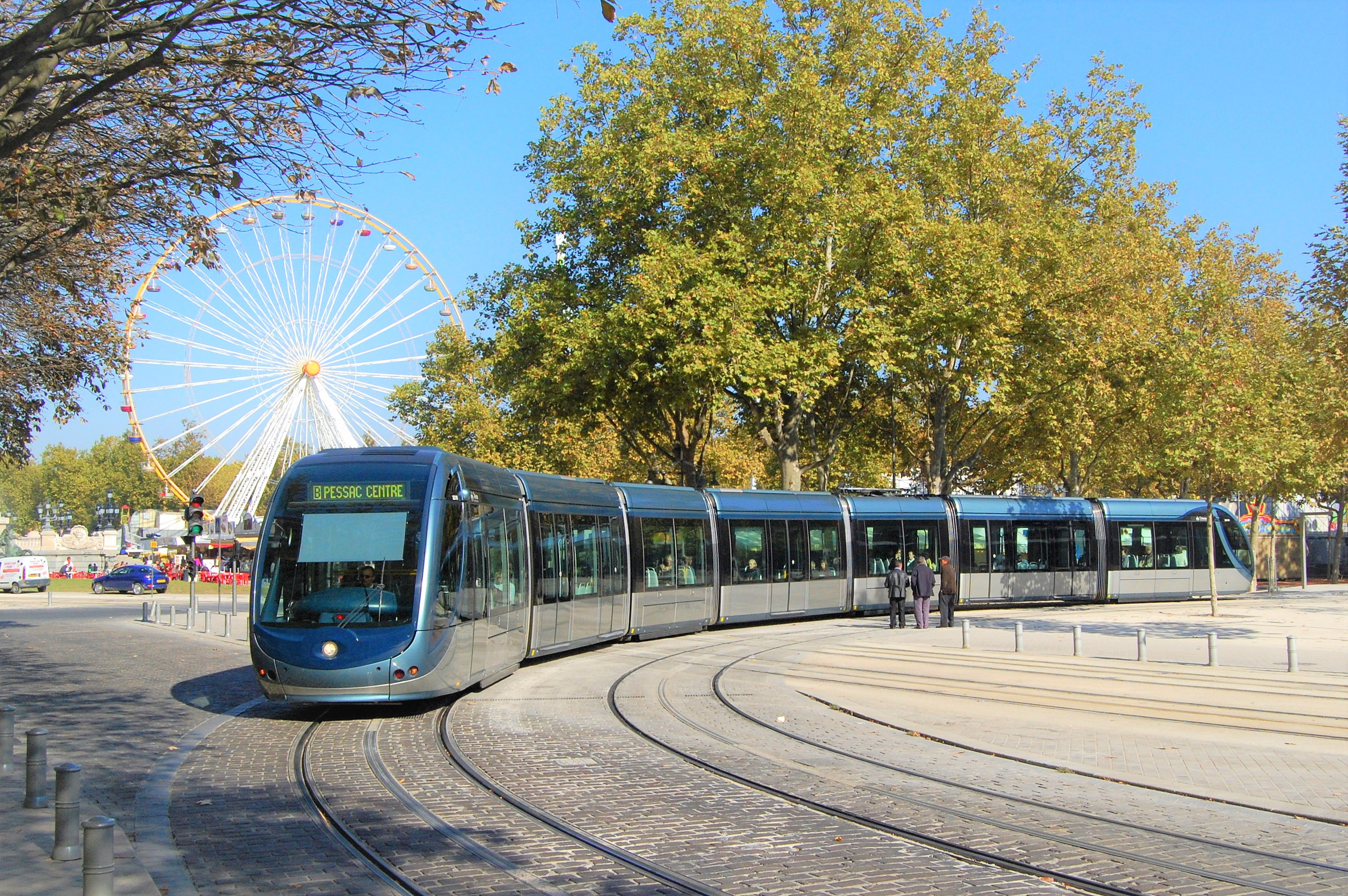
Tram in servizio a Bordeaux
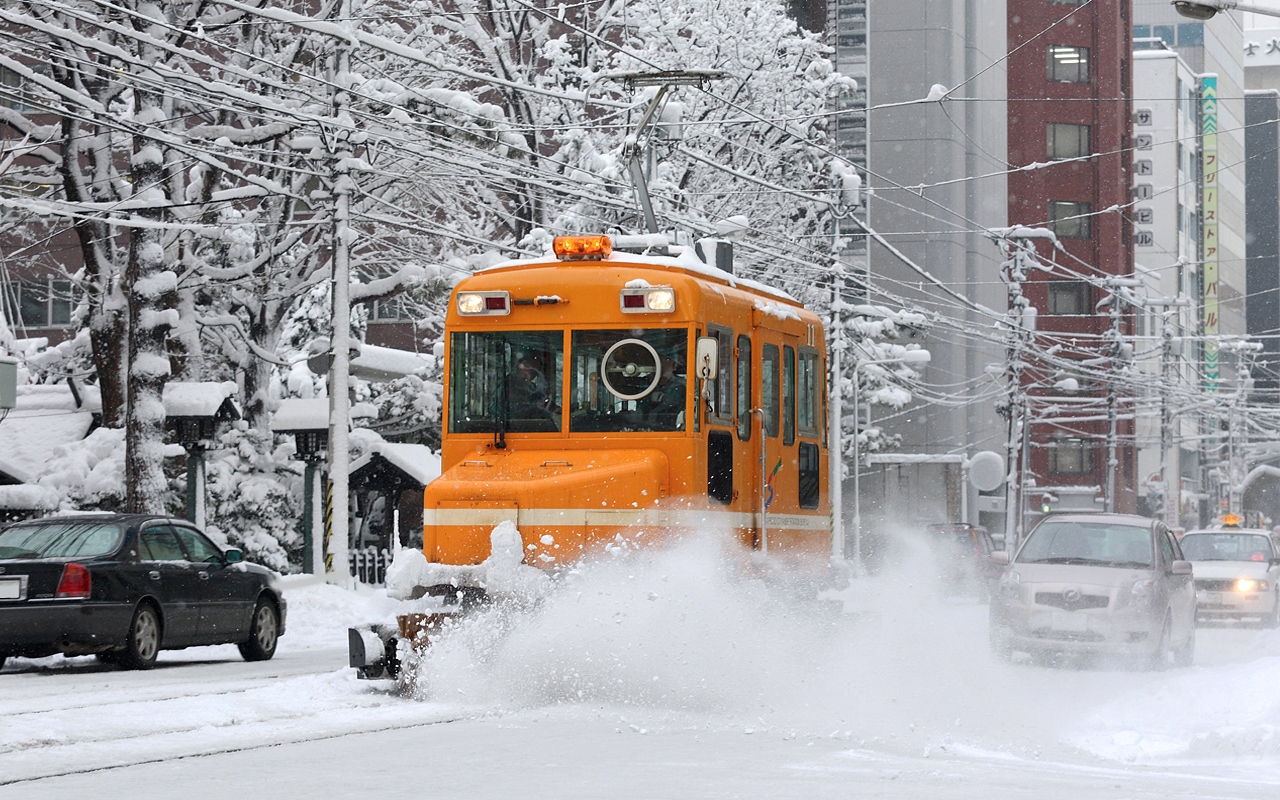
Tram spazzaneve
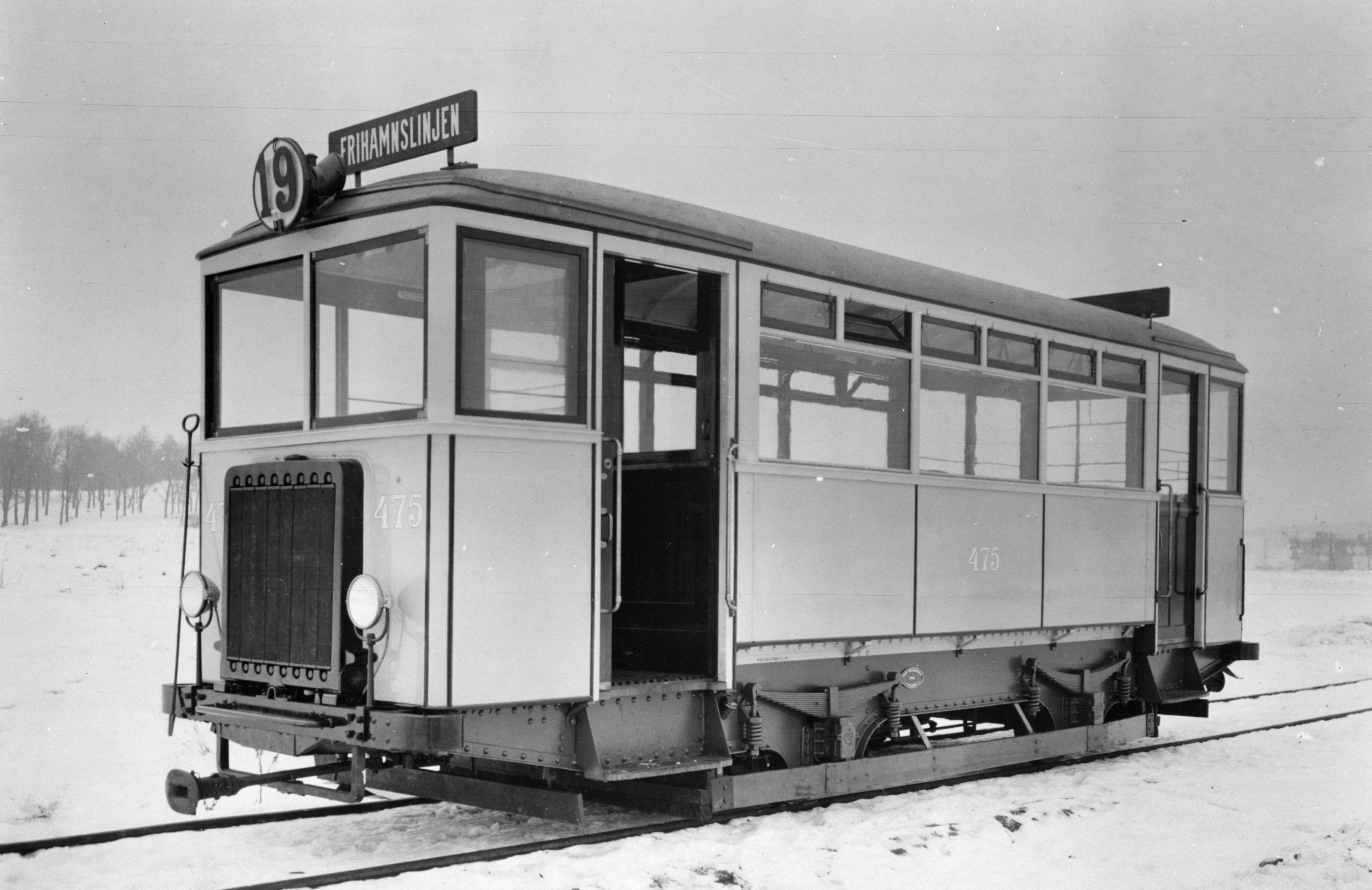
Tram a trazione termica
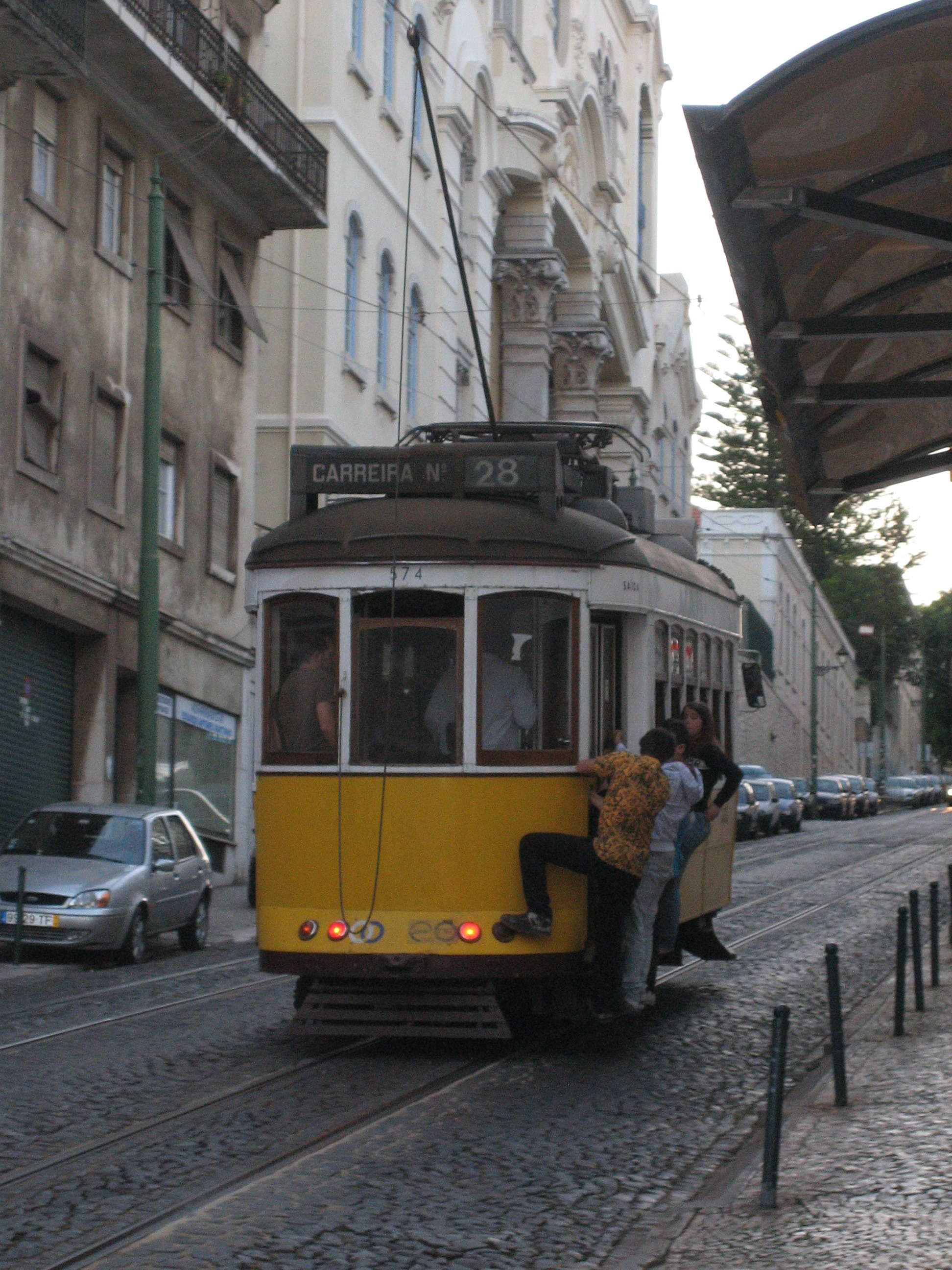
Il tram eléctrico di Lisbona

### Tram elettrici

#### La trazione
In un tram elettrico l'energia viene solitamente portata al rotabile tramite una linea aerea di contatto su cui scorre un dispositivo posto sul tetto del mezzo che può essere costituito da aste di captazione, archetti, "trolley" a stanga o, nei modelli più recenti, pantografi. Un'altra soluzione può essere una terza rotaia elettrificata su cui scorre un pattino di captazione.
Nei centri storici urbani, per ragioni di impatto visivo dato dalla linea aerea, talvolta si predilige l'installazione di un collegamento di corrente da rotaie elettriche poste al centro del binario, come per esempio sulla Ringstraße di Vienna. Anche a Bordeaux sono stati costruiti impianti analoghi con presa di corrente al di sotto del piano dei rotabili. In molti casi si ricorre anche alla frenatura a recupero, come sistema frenante integrativo, collegando i motori di trazione come generatori; con ciò, oltre all'effetto frenante, si ottiene una certa produzione di energia elettrica che, ove possibile, viene reimmessa nella rete di alimentazione. Per venire incontro a esigenze particolari delle aziende di trasporto locale vengono costruiti anche tram nei quali, oltre all'alimentazione tramite pantografo, nelle tratte del centro storico la corrente viene fornita da potenti accumulatori. Sono in fase sperimentale anche tram ad accumulo di energia cinetica mediante volano, che nelle discese e in fase di rallentamento la immagazzina nella sua massa in rotazione rierogandola per la trazione. Tale sistema permette un notevole risparmio energetico.
Il sistema di alimentazione elettrica più diffuso è quello a corrente continua, con una tensione solitamente compresa fra 500 e i 750 volt. In passato sono stati realizzati anche tram alimentati da corrente alternata monofase o, più raramente, trifase; questi ultimi vennero presto dismessi in quanto richiedevano linee aeree più complesse e costose. Oggi nei sistemi di tram-treno vengono utilizzati anche sistemi di alimentazione bimodali per le tratte su ferrovia e le tratte cittadine tranviarie.

#### I tipi di tram
- Tram mono/bidirezionale a una cassa passeggeri
- Tram mono/bidirezionale articolato (a più casse) passeggeri
- Tram mono/bidirezionale articolato (a più casse) passeggeri per servizi interurbani
- Tram merci
- Tram spazzaneve
- Tram per la manutenzione della linea

### Tram con tecnologie alternative

#### Tram-treno
Oggi si sta affermando, soprattutto nell'area centroeuropea, una nuova filosofia progettuale: quella del tram-treno, sviluppata soprattutto da Alstom, delle serie Coradia, Metropolis e Citadis, quest'ultimo in uso a Kassel e all'Aia. Sostanzialmente si tratta di tecnologie tranviarie che ne permettono l'utilizzo sia su tranvie che su ferrovie; è interessante soprattutto la versione Dualis, che è in grado di marciare sotto una linea elettrica a 25 kVolt su percorsi ferroviari e a 750 volt su percorsi tranviari. Sono inoltre attrezzati di apparecchiature di ripetizione segnali ed ERTMS.

#### Tram su gomma
Il sistema Translohr e il sistema GLT sono entrambi definiti come tram su gomma in quanto presentano ruote gommate e una sola rotaia guida.

#### Tram a cavo
Le tranvie con la tecnica della funicolare vengono definite anche ferrovie a cavo ed ebbero in passato una certa diffusione. Nel mondo esistono ancora alcuni tratti in esercizio, fra i quali si ricorda in particolare la Cablecar di San Francisco.
L'unica tranvia d'Europa sopravvissuta con un sistema a funicolare è la Tranvia di Opicina, che collega il centro di Trieste con la frazione carsica di Opicina.
Aperta il 9 settembre 1902 come tranvia a cremagliera per superare una pendenza massima del 26%, nel 1928 venne ristrutturata, sostituendo la cremagliera con un sistema a funicolare.

#### Tram a mano
Le tranvie a mano erano una forma alternativa di tranvia dei tempi passati diffusa sostanzialmente nell'area allora sotto l'influenza del Giappone.

#### Tram a trazione termica
Dal 1887 al 1889 Gottlieb Daimler per dimostrazione e per ulteriore sviluppo del suo motore a quattro tempi a benzina, attivò una tranvia con scartamento di 45 cm che portava dalla sua officina, attraverso la Königstraße fino alla Willhelmsplatz di Stoccarda; per compiere questo tragitto lungo circa 700 metri i tram impiegavano circa due minuti. Daimler fece costruire i binari e gli impianti per l'esercizio a proprie spese; impiegò piccole motrici col motore a scoppio a due assi con panchine estese in lunghezza del modello Dos-à-dos. La tranvia venne considerata un'attrazione, ma la tecnica di trazione diede buona prova di sé al punto che le compagnie di ferrovie a cavalli "Stuttgarter Pferde-Eisenbahnen" (SPE) e "Neue Stuttgarter Straßenbahnen Lipken & Co". (NSS) fecero richiesta di utilizzare la tecnica del motore a scoppio. Furono costruiti due veicoli di prova e impiegati su tratti della rete a cavalli di Stoccarda senza esito soddisfacente. Daimler comunque ottenne ordinazioni per la costruzione di ferrovie turistiche. Nel 1899 si attivò una tranvia elettrica parallela a quella di Daimler, e la sua "ferrovia di prova" venne soppressa. Una carrozza a motore costruita nel 1894 è in esposizione a Bad Cannstatt nel museo della Daimler-Benz.
La ferrovia insulare soppressa nel 1970 sull'isola di Sylt nel mare del Nord era l'ultima tranvia a trazione non elettrica della Germania.

## Storia

### Dai tram a cavalli ai tram a pianale ribassato

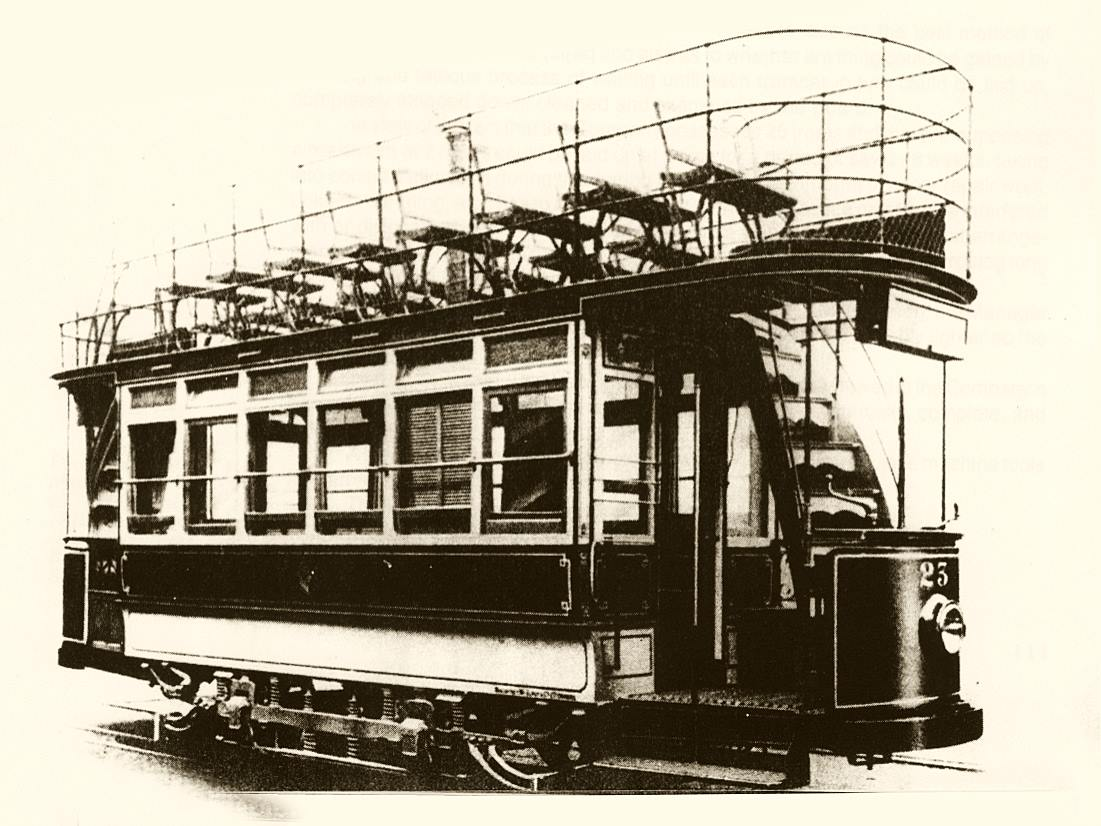
Antico tram costruito da United Electric Car Company, Preston, per Malta Tramways (1909).

Si può considerare Benjamin Outram come l'inventore dei tram. I primi tram, costruiti nell'ultimo quarto del XIX secolo, erano vagoni trainati da cavalli, oppure mossi da un motore a vapore o a trazione elettrica. Furono costruiti anche tram con trazione ad accumulatori. Presto comunque la trazione elettrica rimase l'unica.
I primi convogli tranviari erano realizzati attaccando ad una locomotiva tranviaria, di solito a due assi, alcune carrozze anch'esse a due assi, spesso vecchie carrozze della trazione a cavalli ricuperate. Solitamente erano di due tipologie: carrozze aperte estive e carrozze chiuse per l'inverno.

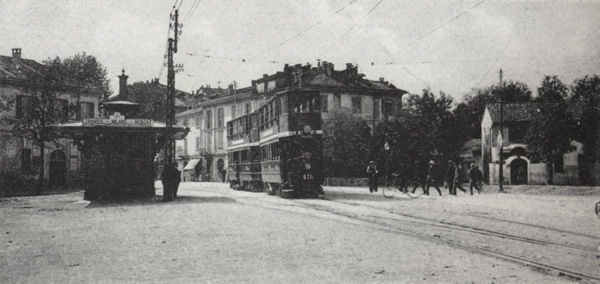
Un tram a due piani a Sesto San Giovanni agli inizi del Novecento

I veicoli erano costruiti in base alle richieste delle aziende tranviarie, che i costruttori seguivano producendo miniserie individuali; gli spazi ristretti delle città implicavano inoltre anche particolari adattamenti. Le prime vetture tranviarie avevano spesso panconi lunghi o trasversali con un corridoio centrale. In seguito vennero installate biglietterie di bordo con un grande spazio di accettazione all'entrata.
Le prime vetture tranviarie (tram) erano costruite su un telaio poggiante su due assi a passo corto con sospensione abbastanza elementare a balestre. Il passo corto era una necessità determinata dalle strette curve delle linee tranviarie. Anche gli eventuali rimorchi erano a due assi a passo corto.
La prima evoluzione strutturale si ebbe con l'avvento dei tram a carrelli, quasi sempre a due assi ciascuno. Solo negli Stati Uniti vennero costruiti in qualche caso tram con carrelli a 3 assi soprattutto per limitare il carico assiale nel caso di grossi rotabili.
Nel dopoguerra si diffuse la tecnica costruttiva del collegamento di due elementi su tre carrelli, soluzione che oltre ad essere più economica (per il risparmio di un carrello) permetteva anche il passaggio dei viaggiatori con un più agevole incarrozzamento. La soluzione tecnica che prevedeva l'articolazione mediante una giostra Urbinati circolare fu progettata dall'ing. Urbinati, Direttore della stefer di Roma e costruita dalle Officine Meccaniche della Stanga e della TIBB. Si trattava di una novità a livello mondiale; il successo fu tale che l'ATAG di Roma, nel 1940 incaricò le officine della Stanga della costruzione di una vettura articolata simile a quelle STEFER. Il prototipo fu consegnato a guerra inoltrata (1941) e fu immatricolato 7001. Tale prototipo però andò distrutto durante i bombardamenti che colpirono Roma nel 1943. A guerra finita l'ATAC ordinò un successivo lotto di 50 vetture (serie dispari 7001-7099) alle quali si aggiunsero, dopo la chiusura delle linee tranviarie STEFER avvenuta nel 1980, ulteriori 8 vetture (501-508) rimodernate nelle officine Viberti (serie dispari 7101-7115). Molte aziende europee di costruzioni tranviarie adottarono soluzioni simili.
Dopo la seconda guerra mondiale per la prima volta furono introdotte nella tranvia di Amburgo vetture di ampie dimensioni per un rapido afflusso e deflusso dei passeggeri. Con l'evoluzione dei tram articolati si è ridotto fortemente l'uso dei rimorchi.
Gli anni settanta rappresentano un importante punto di svolta delle filosofie costruttive. Con i progetti di nuove tranvie nascono anche i nuovi tram che non assomigliano a nessuna delle precedenti soluzioni: mentre diviene comune il tram articolato tradizionale vengono implementate nuove soluzioni che aumentano la composizione a 3 e più elementi poggianti su carrelli comuni.
La tecnica del pianale ribassato permette migliore accessibilità ma crea anche nuovi problemi dato che la diminuzione del diamentro degli assi crea problemi di instabilità di marcia e pericoli di deragliamento; questi vengono risolti con nuove ed originali soluzioni come quella degli assi indipendenti e della motorizzazione diffusa di ciascuno di essi. Un'altra tecnica che si diffonde e permette di realizzare veri e propri serpentoni tranviari (come il Boa di Parigi) è quella delle unità di trazione (UdT) a cui sono collegati sospesi i moduli-vettura in numero anche elevato con configurazione anche in numero multiplo
Oltre all'evoluzione delle strutture hanno subito importanti trasformazioni i sistemi di trazione ormai totalmente elettrici. Anche nei tram si è passati dal motore a corrente continua al motore ad azionamento trifase. L'elettronica di potenza è stata ormai universalmente adottata per il controllo di trazione e di velocità. L'energia elettrica viene captata ormai sia da linea aerea con pantografo che da un tipo particolare di terza rotaia sottostante e annegata nel suolo normalmente isolata ma che viene messa sotto tensione al passaggio del rotabile. Anche il sistema ad accumulatori, di nuova concezione, viene nuovamente adoperato per il traffico tranviario nei centri storici di particolare pregio architettonico.

### Cronologia delle tipologie di vetture tranviarie

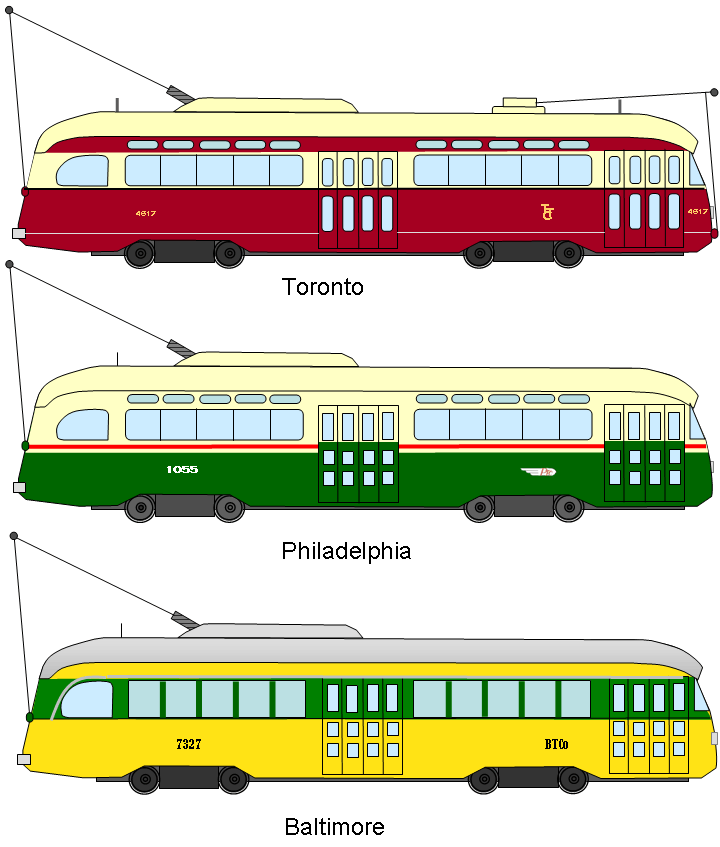
Tram tipo PCC

- 1880 vetture a giardiniera: vetture aperte sui lati a trazione animale, elettrica o benzina
- 1900 vetture a imperiale: vetture a due piani, con piano superiore coperto o scoperto, di 1 e 2 classe, diffuse sulle linee suburbane ed urbane (nel Regno Unito, Irlanda, Spagna)
- 1910 vetture a terrazzini: a due assi con accesso dalle due estremità a piani aperti
- 1910 vetture a carrelli tipo Peter Witt: vetture dal profilo angoloso caratterizzate dall'entrata dalle estremità e uscita dalla porta centrale (a Milano ad esempio in uso le vetture 1500)
- 1920 vetture a due assi chiuse con porte
- 1930 vetture a carrelli tipo PCC: vetture a capacità elevata e forma arrotondata
- 1940 vetture articolate a 2 casse: vetture costituite da 2 semicasse poggianti su 3 carrelli, dei quali quello centrale comune.
- 1960 vetture articolate a 3 casse: vetture costituite da 3 semicasse poggianti su 4 carrelli
- 1980: vetture a piano ribassato: con piano di incarrozzamento poco distante dal livello della strada
- 1990: vetture tranviarie merci (Germania)

## Peculiarità regionali
A Francoforte sul Meno circola come attrazione turistica l'Ebbelwei-Express; nel prezzo della corsa è compreso un bicchiere di sidro. È l'unica linea tranviaria sulla quale i biglietti devono essere ancora comprati dal bigliettaio. A Helsinki secondo un concetto simile circola un tram adibito a pub ambulante.
Sulla rete di Budapest circolano le vetture più lunghe del mondo del modello a pianale ribassato, le motrici snodate Siemens Combino; hanno una lunghezza di 54 m, mentre sulla rete tranviaria di Dresda è in esercizio sulla tranvia un trasporto merci per la fornitura della manifattura dei vetri della Volkswagen. Il trasporto delle parti dei veicoli avviene su una ferrovia costruita appositamente, il CarGoTram. A Zurigo circola un tram per raccogliere i rifiuti urbani. Anche a Vienna è stato commissionato uno studio che analizza l'impiego del tram come mezzo di trasporto merci all'interno della città.

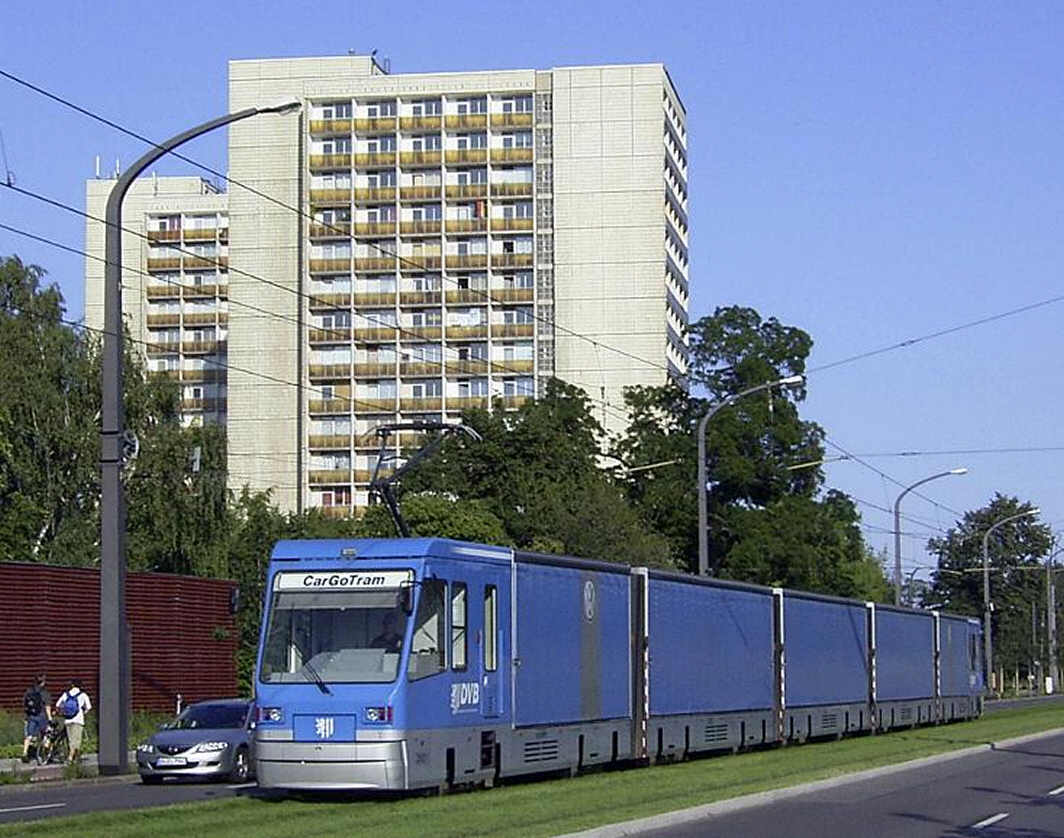
Tram merci della linea CarGoTram di Dresda

Le tranvie a lunga percorrenza tra Düsseldorf e Duisburg e tra Düsseldorf e Krefeld possedevano un tempo una carrozza ristorante nel secondo o terzo treno.
Il Bim è il vezzeggiativo di uso corrente in Austria per la tranvia, abbreviazione del concetto austriaco e tedesco meridionale di Bimmelbahn. Il verbo tedesco bimmeln indica l'azionamento delle campanelle rumorose da parte del conducente del tram. Il concetto più utilizzato benevolmente si è affermato sempre più con l'espressione colloquiale Bim und Bus
A Vienna l'ultimo tram della notte viene chiamato die Blaue (il blu). Questo nomignolo caratterizza il fatto che il segnale di linea dell'ultimo accessorio corrispondente era guarnito di blu. In parecchie altre città tedesche e svizzere l'ultima corsa della notte viene definita Lumpensammler (raccogli-stracci).

## Conservazione in Italia

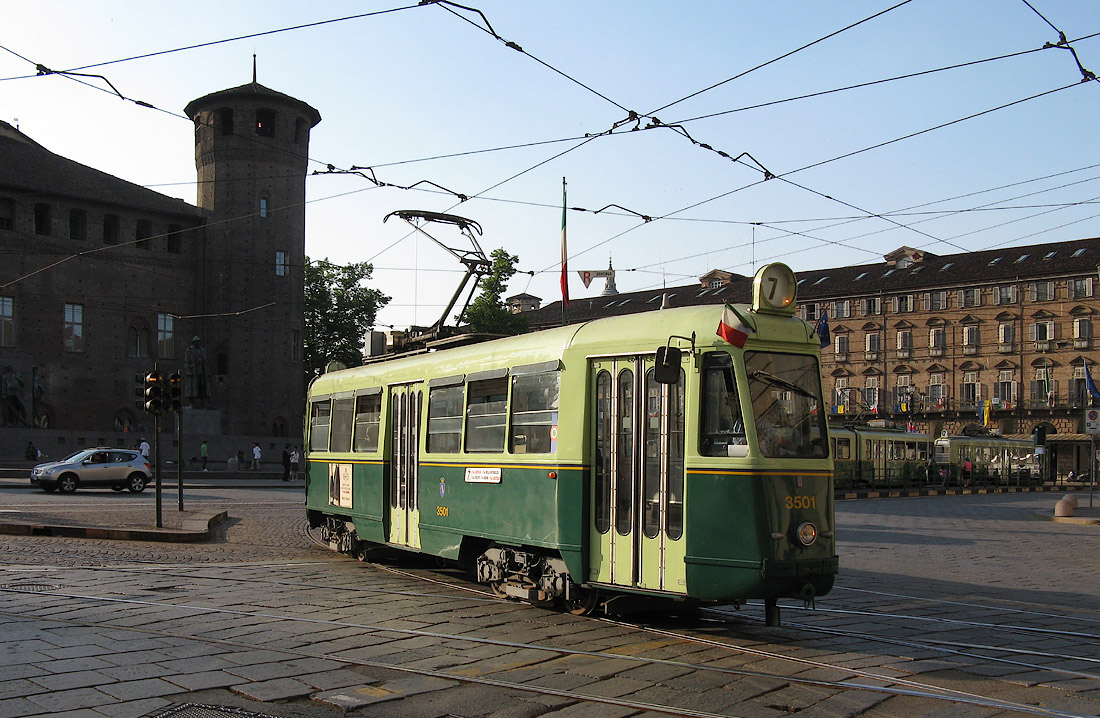
Tram storico 3501 a Torino.

Tram storici sono ancora in circolazione in alcune città d'Italia: l'esempio di maggiore interesse è quello di Torino (il cui servizio tranviario è attivo fin dal 1872), dove l'Associazione Torinese Tram Storici (ATTS) dispone del parco storico di GTT e di un parco proprio, composto da motrici tranviarie di tutta la prima metà del 1900 e dei primi anni del dopoguerra. L'associazione si prefigge di recuperare ulteriori vetture, sia di Torino che di altre città italiane ed europee (Roma, Trieste, Bologna, Napoli, Milano, Monaco di Baviera). In occasione del 150º anniversario dell'unità d'Italia del 2011 è stata istituita nel capoluogo piemontese la linea 7, gestita esclusivamente con vetture storiche nei giorni festivi con giri turistici. Il parco torinese, tra vetture restaurate e da restaurare, è di 22 motrici, di cui 16 in servizio.
Si segnalano, infine, le numerose Ventotto in forza all'ATM di Milano dal lontano 1928, oppure la vettura MRS 2035 e le numerose articolate "Stanga" (serie dispari 7001-7115) in forza all'ATAC di Roma. Altri tram sono preservati nel museo ATC di Bologna ed in altri musei del mondo e motrici interurbane Desio e Reggio Emilia dell'ATM di Milano, conservate nei depositi di Desio, Varedo e Famagosta. L'ANM di Napoli ha preservato in ordine di marcia la vettura a carrelli 1029, "nata" nel 1935 e trasformata in "tipo Meridionale" nel 1960 dall'AERFER.
Essa effettua occasionalmente - nei giorni festivi - la linea 2, unica sulla quale può circolare un tram unidirezionale.

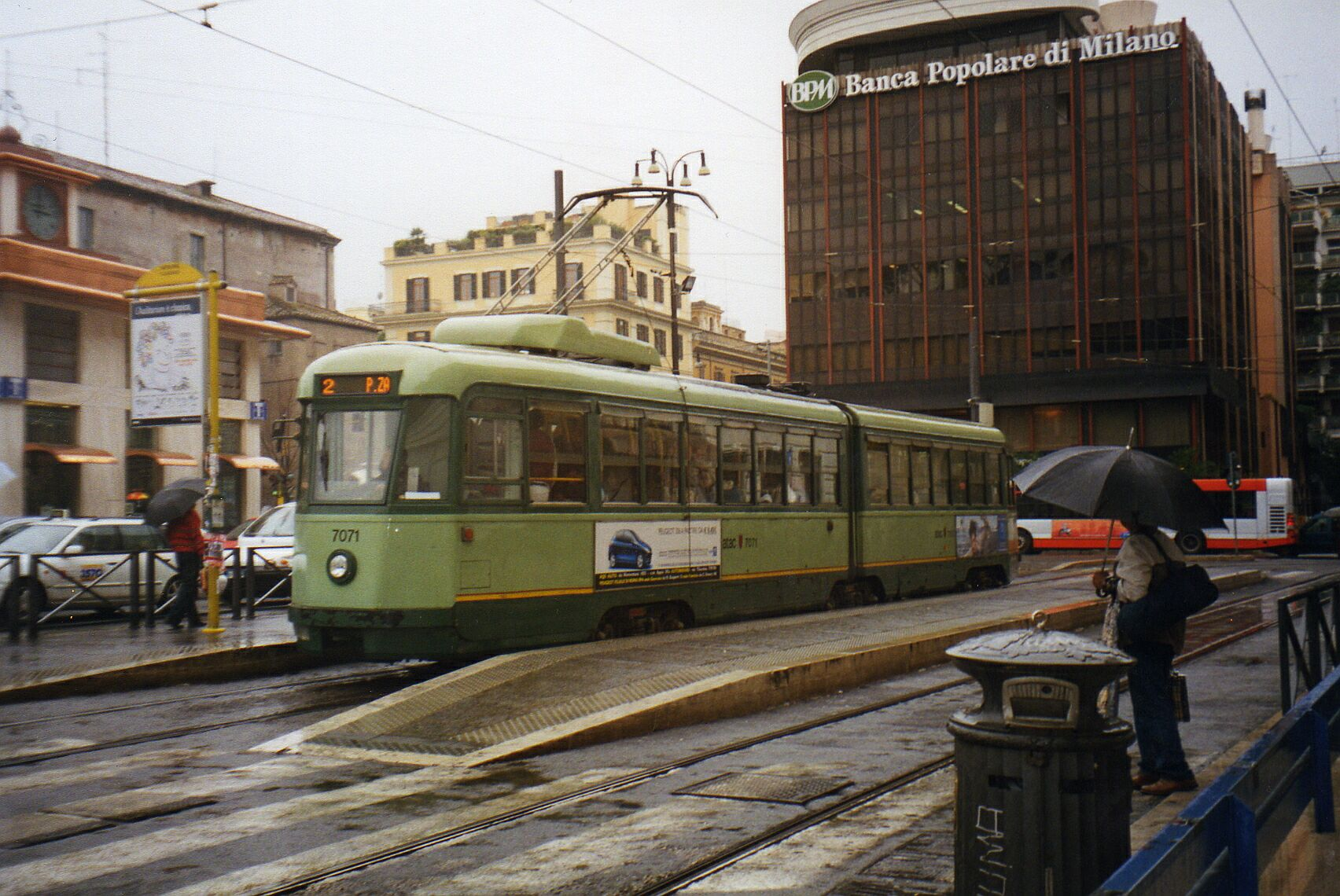
Tram articolato "tipo Stanga" a Roma

La prima vettura tranviaria articolata del mondo è entrata in servizio a Roma nel 1938, sulle linee urbane della STEFER. La vettura 7021, della serie prodotta in seguito, è stata trasformata in tram-ristorante ed è stata protagonista, il 24 ottobre 2004, dello "Stanga Day", giornata-evento organizzata dagli appassionati romani in onore proprio dei tram Stanga. Nel 2006, mentre le Stanga ATAC, immatricolate nella serie 7000, erano in regolare servizio sui binari romani, il tram STEFER 401, primo tram articolato al mondo, accantonato a Roma presso lo stabilimento ATAC di Grottarossa, è stato ceduto all'ATTS, che l'ha trasferito a Torino in attesa di restauro. La gemella 404 è stata restaurata ed esposta, a cura dell'azienda Met.Ro., all'interno del Parco museo ferroviario Met.Ro Roma Porta San Paolo. Restaurata anche la Urbinati 402, che oggi è immobilizzata presso un centro sportivo in località Colonna (Roma), con interni modulabili: la vettura può avere l'arredamento originale o essere attrezzata per meeting e feste. Un impianto a bassa tensione permette l'illuminazione interna ed esterna e il movimento delle porte.
Sempre a Roma, il GRAF, Gruppo Romano Amici della Ferrovia, ha restaurato, in collaborazione con Trambus, l'ultimo tram a due assi esistente, il tram "otto finestrini" n°907 del 1928. Il restauro è durato dal 2001 al 2005 e poi il tram è tornato a circolare nella rete tranviaria di Roma.

## Disposizioni legali

### Germania
I tram in Germania vengono definiti in base al Verordnung über den Bau und Betrieb der Straßenbahnen (ordinamento sulla costruzione e conduzione delle tranvie, in breve BOStrab) che le differenzia dai treni che sottostanno all'EBO, la Eisenbahn-Bau- und Betriebsordnung. Vengono definiti i limiti e le caratteristiche dell'attività delle tranvie, che di solito impegnano la sede stradale comune, per cui devono possedere lampeggianti (equivalenti alle frecce delle automobili) e viaggiare su linee i cui segnali sono strettamente coordinati a quelli del traffico stradale delle strade limitrofe (tipicamente, il caso dell'incrocio attraversato da un tram).

### Austria
In Austria, i tram sono rotabili ferroviari ai sensi della Eisenbahngesetz 1957 (legge ferroviaria del 1957). Le disposizioni più vicine sull'attività, gli impianti, i veicoli, i segnali e affini sono regolati nella Straßenbahnverordnung 1999 pubblicata dal ministero federale per le scienze e i trasporti in base all'§ 19 comma 4.

### Italia
In Italia l'omologazione dei tram e delle infrastrutture è a cura della Ansfisa. I tram nella circolazione devono rispettare le norme del codice della strada.

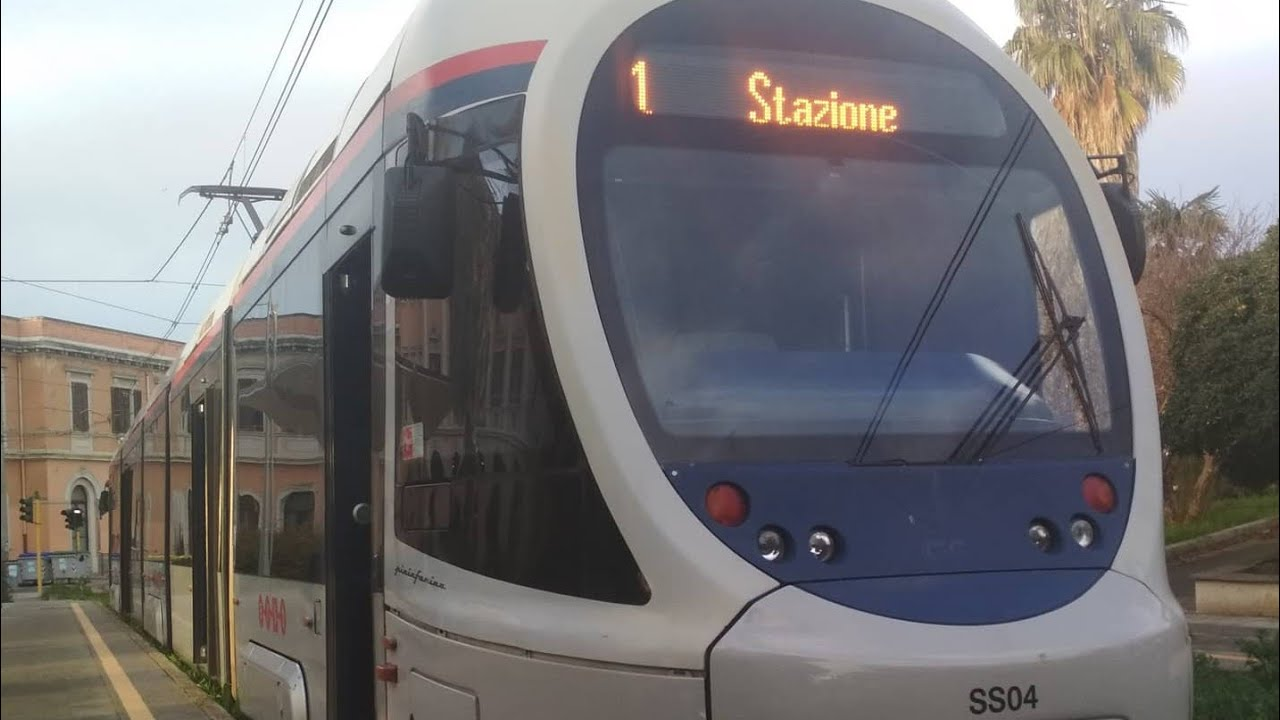
Tram Sirio dell'ARST a Sassari

### Svizzera
In Svizzera, i tram vengono considerati come ferrovie ai sensi dell'art. 1 cpv. 2 della Legge federale del 20 dicembre 1957 sulle ferrovie (Lferr). Disposizioni legali che riguardino i tram si trovano a livello federale tra l'altro anche nell'Ordinanza del 23 novembre 1983 sulla costruzione e l'esercizio delle ferrovie (Ordinanza sulle ferrovie, Oferr), nella Ordinanza del 5 settembre 1979 sulla segnaletica stradale (OSStr) e nell'articolo 48 "Norme per le tranvie e le ferrovie su strada" della Legge federale del 19 dicembre 1958 sulla circolazione stradale (LCStr) che recita: "Le norme della circolazione previste nella presente legge sono parimente applicabili alle tranvie e alle ferrovie su strada, per quanto sia consentito dalle particolarità di detti veicoli, del loro esercizio e degli impianti". Si aggiungono poi a queste disposizioni i regolamenti cantonali.